# Исфаханский центр ядерных технологий и исследований
Исфаханский центр ядерных технологий и исследований (перс. مرکز بین‌المللی علوم و فنون هسته‌ای‎; прошлое название: Установка по конверсии урана) — крупнейший атомный научный центр Ирана, расположенный к юго-востоку от города Исфахан, в центральном округе Исфахан.

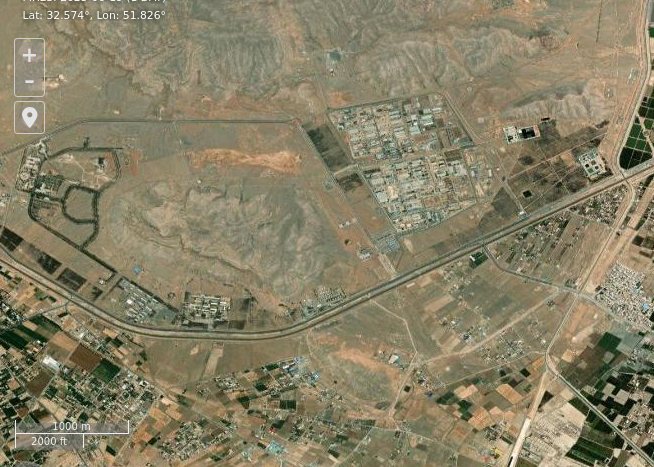
Спутниковый снимок

## Исфаханский ядерный округ
Мощность центра составляет 10 МВт, а головной организацией является Pishgam Energy Industries Corporation.
Исфаханский ядерный округ, среди прочих сооружений, включает (в основном поставленные Китаем):
- MNSR — миниатюрный реактор-источник нейтронов мощностью 27 кВт;
- Легководный подкритический реактор;
- Тяжеловодный реактор нулевой мощности;
- Графитовый подкритический реактор;
- Завод по производству металлического урана[9][10];
- Установка по конверсии урана, которая используется «для повторного преобразования обогащенного урана в ядерное топливо»[9][11][10];
- Завод по изготовлению тепловыделяющих элементов[11][10].

## История
Центр был основан в 1970-х годах при содействии Франции. Ранее он назывался «Установка по конверсии урана» (перс. پیش غنی سازی اورانیوم کارخانه یو سی اف ایران‎).
Центр частично контролируется Международным агентством по атомной энергии ООН в рамках Совместного всеобъемлющего плана действий.
В 2025 году был повреждён в ходе операции Израиля «Народ как лев» и в ходе удара США.